# Can Castanyer (urbanització)
Can Castanyer és el nom d'una urbanització del terme municipal de Bigues i Riells, al Vallès Oriental, dins del territori del poble de Riells del Fai. Aquesta entitat de població comptava amb 66 veïns censats l'any 2018.
Es tracta d'una urbanització situada al sud-est del poble de Riells del Fai, al sud-oest dels Boscos de Riells, a llevant de les masies de Can Prat, Can Mas, Can Boneto i Can castanyer, i al nord del Bosc de Can Castanyer.

## Etimologia
El nom de la urbanització es deu a la veïna masia de Can Castanyer, en terres de la qual es va crear la urbanització.